# Marion Schäl
Marion Schäl, geborene Dunger (* 1955 in Erlbach/Vogtland) ist eine deutsche Musikerin, Herausgeberin, Dirigentin, Librettistin und Lyrikerin, die bisher (Stand: Februar 2022) nahezu 400 geistliche Lieder für Erwachsene und Kinder verfasst hat.

## Leben
Sie wurde als Tochter des Zupfinstrumentenmachermeisters Theodor Dunger (1927–2018) und der Bankkauffrau Gisela Dunger (1926–2015) geboren und ist evangelisch-freikirchlicher Konfession. Sie wuchs in der DDR auf und besuchte zwischen 1962 und 1972 die Allgemeinbildende Polytechnische Oberschule Erlbach. Hierauf absolvierte sie eine Ausbildung zur Kinderkrankenschwester und besuchte die Bibelschule Burgstädt. Sie arbeitete in dem erlernten Beruf, war Kindermissionarin im Reisedienst und leitet seit ca. 40 Jahren ehrenamtlich die Chor- und Instrumentalgruppen der Evangelisch-lutherischen Kirchengemeinde in Falkenstein/Vogtland, wo sie auch wohnt. Darüber hinaus unterrichtet sie an der Musikschule Rodewisch die Fächer Flöte und Klavier. Sie ist verheiratet mit dem Komponisten Gilbrecht Schäl (geb. 1957), der u. a. die Melodien, Chorsätze und Instrumentalbegleitungen zu ihren Liedern schreibt. Beide haben vier inzwischen erwachsene Kinder.

## Werk
Marion Schäl veröffentlichte bisher zusammen mit ihrem Mann zahlreiche Liedsammlungen für Kinder und Jugendliche, verfasst moderne geistliche Lieder für Lobpreis- und Chormusik, die zum großen Teil in Notenform und auf Tonträgern im Gerth-Verlag in Aßlar erschienen sind. Zudem verfasste sie Libretti für große geistliche Musicals für Erwachsene und Kinder, die auf CD und DVD veröffentlicht wurden. In dem 2022 unter dem Titel Ein zündendes Wort, ein farbiger Klang erschienenen Liederbuch mit 485 Beiträgen von Autorinnen aus sechs Jahrhunderten ist Marion Schäl mit acht Liedern vertreten.

### Einzelwerke
Die Künstlerin ist als Textdichterin beteiligt an:
- Schäl, Gilbrecht: Miteinander, Aßlar, 2009, ISBN 978-3-89615-439-2
- Schäl, Gilbrecht: Die Falkensteiner Teenies - Mittendrin, Aßlar, 2001, ISBN 3-89615-288-2
- Schäl, Gilbrecht: Powermix, Aßlar, 2004, ISBN 3-89615-367-6